# かいおう
かいおうは、九州旅客鉄道（JR九州）が直方駅 - 博多駅間を筑豊本線・篠栗線・鹿児島本線（通称・福北ゆたか線）経由で運行する特急列車（通勤特急）である。

## 概要
2001年10月6日の福北ゆたか線電化開業と同時に運行を開始した。日本国有鉄道（国鉄）時代は筑豊本線に寝台特急「あかつき」などが運転されていたが、筑豊本線が当時全線非電化であったことや単線区間が存在するため、鹿児島本線経由の方が距離が長いにもかかわらず所要時間が短いこと、筑豊本線の乗客そのものが減少したことなどにより、筑豊本線経由の優等列車は国鉄分割民営化を待たず1985年までに廃止されていた。筑豊本線では16年ぶり、篠栗線では初の優等列車である。複数の都道府県を跨いで走らない列車であり、運行区間全てが福岡県内で完結する。

### 列車名の由来
「かいおう」の列車名は、沿線の直方市出身で運転開始当時は現役の大相撲力士（当時の地位は大関）だった魁皇博之の四股名に由来している。
国鉄・JRグループ通じて存命中の人物（しかも運行開始時に現役で活動していた人物）の名前が列車名に採用された例は本列車が唯一である。
なお、魁皇は2011年7月場所を最後に現役引退し年寄・浅香山を襲名したが、JR九州は「かいおう」の列車名は変更しない方針である。

## 運行概況
直方駅 - 博多駅間に1往復が運行されている。運行開始以来、直方駅発が朝、博多駅発が夜に運行されるダイヤである。
列車番号は運行開始当初から一貫して2090+号数+Hだったが、2022年9月23日の西九州新幹線開業に伴い運行を開始した「リレーかもめ」と列車番号が重複するため1090+号数+Hに変更された。
2021年3月12日までは下り3本、上り2本が設定されており、1 - 5号の号数が充てられていた。このうち1号は平日のみ、5号は土曜・休日のみの運転で（扱いは1・5号とも定期列車）、定期列車の運行本数は常に2往復であった。5号は2011年3月12日のダイヤ改正で1号のダイヤを土曜・休日のみ変更する形で設定された列車で、博多駅着が10時前となっていた。

### 停車駅
直方駅 - 新飯塚駅 - 飯塚駅 - 桂川駅 - 吉塚駅 - 博多駅

### 使用車両・編成

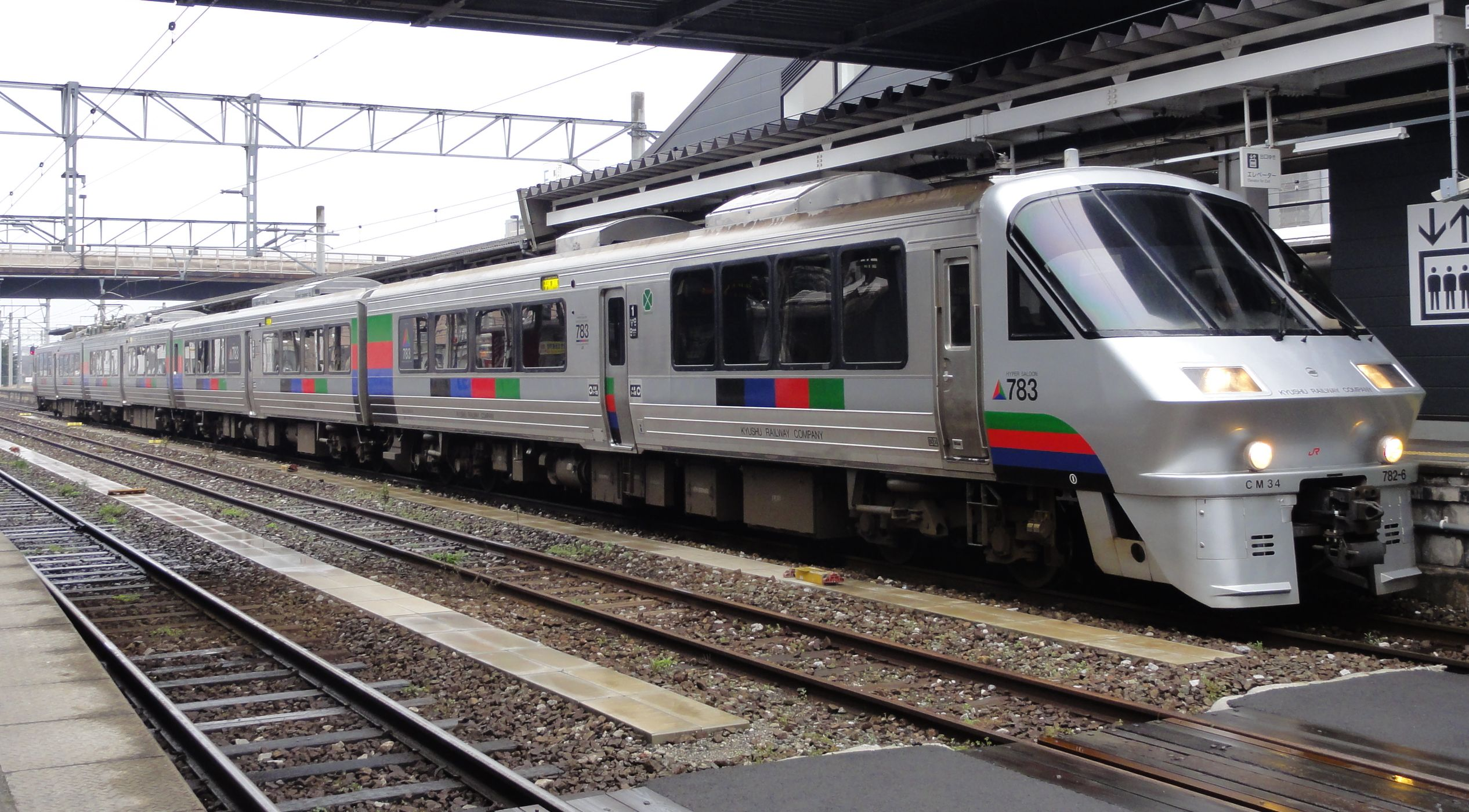
783系時代のかいおう（2012年3月）

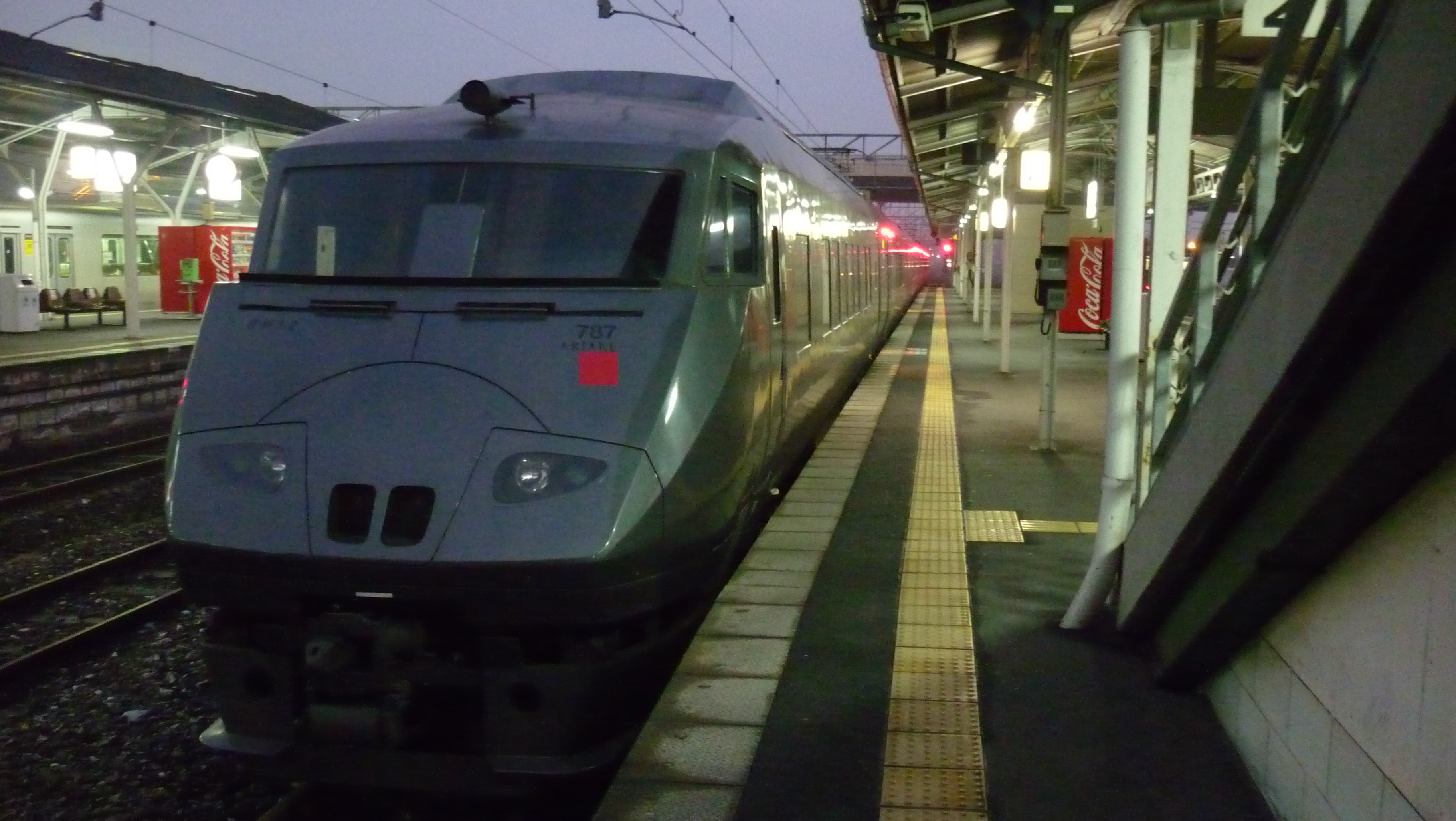
リニューアル前の787系のかいおう（2010年1月）

2022年9月23日以降は787系電車（南福岡車両区所属）が使用されている。2001年10月6日の運行開始より運用されており、当初は4両編成での運行で、2003年に6両編成に変更され、2005年に2往復化されてからは6両編成（3・4号）と4両編成（1・2・5号）がそれぞれ1往復に充当されていた。2011年3月12日のダイヤ改正で4両編成が「にちりん」等の日豊本線の特急列車に転用されたことに伴い、6両編成のみの充当になった。2021年3月13日のダイヤ改正で下り3本・上り2本から1往復に削減されたため787系は一時本列車から撤退したが、2022年9月23日のダイヤ改正で再び全列車が本形式での運行になった。なお1号車のグリーン個室は締切となり利用はできない。
2011年3月12日から2022年9月22日までは783系電車4両編成（旧「にちりん」編成、ただし運用の関係から旧「みどり」編成が充当される日もあった）が充当されていた。
グリーン席は指定席、普通車は全車自由席で、各車両とも中央の乗降口を境に博多寄りのA室と直方寄りのB室に分かれており、駅や車内でもそのように案内されていた。なお「みどり」編成で運転される特急列車は「ハウステンボス」編成との連結運転を前提としているため号車番号は5 - 8号車が原則だが、本列車での運用時は例外的に1 - 4号車となっていた。

## 料金
特急料金は特定特急料金を設定して、他の特急列車より割安に設定されている。2021年7月までは、7日間有効の特急回数券（2枚綴り）が設定されていた。また、グリーン料金も全区間で500円と、JR他社よりも割安に設定されているJR九州の他路線のグリーン料金よりも更に割安に設定されている（吉塚駅 - 博多駅間では「かいおう」乗車の場合のみこの設定が適用される）。DXグリーン席は通常のDXグリーン料金が適用される。
2011年3月12日以降はJR九州の在来線特急全列車が新幹線との乗継割引の対象外となっているが、「かいおう」は運行開始当初から適用外となっている。

## 沿革
- 2001年（平成13年）10月06日：福北ゆたか線電化開業と同時に運行を開始[1]。当初は1往復の運転で、787系電車の4両編成で運行していた。なお、出発式には列車名の由来となった魁皇博之も招かれ、自らテープカットを行う予定だったが、体調不良により欠席となった。
- 2003年（平成15年）03月15日：ダイヤ改正に伴い6両編成に変更[5]。なお、当初からグリーン個室については締切扱いとしている。
- 2005年（平成17年）10月01日：2往復に増発。増発分には運行開始時に充当されていた787系4両編成があてられた。
- 2007年（平成19年）03月18日：ダイヤ改正に伴い、6両編成にDXグリーン席を設定。同時に全車禁煙化。
- 2011年（平成23年）03月12日：ダイヤ改正により以下のように変更。
  - 1号を土休日のみダイヤ変更する形で5号を設定。平日は1 - 4号、土休日は2 - 5号が運行されるため本数自体に変化はなし。
  - 4両編成の列車を783系電車での運行とする。
- 2020年（令和02年）
  - 4月11日 - 5月10日：新型コロナウイルス感染症による利用客減少・感染予防に伴い、減便を実施[8]。
    - 4・5号は土休日に運休を実施。
    - 2・3号はゴールデンウイーク期間に運休を実施。

  - 11月1日：新型コロナウイルス感染症による利用客減少に伴い、当面の間2・3号のみ運転[9]。783系の定期運用が一旦なくなる。
- 2021年（令和03年）03月13日：ダイヤ改正により以下のように変更[10][11]。
  1. 1往復に削減。ダイヤは1号は従来の3号を引き継ぎ、2号は従来の2・4号の中間となる。
  2. 使用車両を783系（「きらめき」との共通運用の4両編成）に統一[7][注 2]。
- 2022年（令和04年）
  - 09月23日：西九州新幹線開業によるダイヤ改正に伴い、787系6両編成に変更。783系の定期運用がなくなる。
  - 12月03日：885系を使用した臨時列車（4・5号）を運転[12]。

### 注記
1. ↑  この例とは逆に、列車名から四股名をつけた力士として輝大士（「かがやき」に由来）がいる。また、黒姫山秀男は「デゴイチ」というニックネームで親しまれた。
2. ↑  「みどり」編成で運転される特急列車は、「ハウステンボス」編成との連結運転を前提としているため号車番号は5 - 8号車が原則だが、「かいおう」に充当される時のみは例外的に1 - 4号車となっていた[7][出典無効]。